# Isla Manitou del Sur
La isla Manitou del Sur (en inglés: South Manitou Island) es una isla lacustre localizada en el lago Míchigan, aproximadamente 32 km al oeste de Leland, Míchigan. Es parte del condado de Leelanau y de Sleeping Bear Dunes National Lakeshore. La isla inhabitada tiene 21 436 km² en superficie terrestre y se puede llegar por servicio de transbordadores de Leland. La isla Manitou del Norte queda al norte de esta.